# 蒙塔加诺
蒙塔加诺（義大利語：Montagano），是意大利坎波巴索省的一个市镇。总面积26平方公里，人口1166人，人口密度44.8人/平方公里（2009年）。ISTAT代码为070041。